# Ex convento dei Carmelitani Scalzi
L'ex convento dei Carmelitani Scalzi è stato l'antico convento dei Padri Carmelitani Scalzi in Urbino. L'ex convento ospita la sede principale della locale Accademia di Belle Arti. Annesso all'ex convento vi è la chiesa della Santissima Annunziata intra muros.

## Storia
Sul finire del XIV secolo, la Camera apostolica concesse quel sito alla comunità dei Servi di Maria, per erigervi la propria chiesa e convento. Fino al 1653, quando Papa Innocenzo X lo soppresse.
Un nuovo convento venne rifondato pochi anni dopo e affidato ai Padri Carmelitani Scalzi. In tale occasione la chiesa ed il convento vennero rifabbricati su disegno dell'architetto padre Gian Battista Bartoli.
Il convento perdurò fino all'avvento del Regno d'Italia, quando fu confiscato come altri beni ecclesiastici cittadini. La chiesa fu restaurata e riaperta al culto nel 1936, mentre il convento ebbe varie destinazioni, da sede del Riformatorio, poi di una Casa di Correzione ed infine di una Casa di rieducazione per minorenni, quest'ultima istituzione acquisì anche il grande orto del convento che divenne una colonia agricola per i piccoli detenuti.
Nel 1967 divenne sede della neonata Accademia di belle arti. Mentre l'antico orto del convento venne adibito a giardino pubblico, denominandolo Parco della Resistenza, sotto alla fortezza Albornoz.

## Descrizione
É situato all'inizio di via dei Maceri, sulla sommità della collina detta del Monte, sul confine nord-occidentale del centro storico, tant'è che un lato dell'ex convento poggia su un tratto della cinta muraria cittadina, affacciando su via Bruno Buozzi. Invece segue, per tutta la sua lunghezza, il lato occidentale del tratto pianeggiante di via dei Maceri, che termina all'ingresso principale del Parco della Resistenza (antico orto del convento), poi la via scende lungo il versante collinare fino a via S. Margherita, continuando a costeggiare l'area del parco. Il prospetto su via dei Maceri è piuttosto lungo e segue la curvatura della strada; con la facciata principale dell'ex convento e della chiesa che si vengono a trovare all'estremità settentrionale della via, nella rientranza di largo Renato Bruscaglia. L'estremità meridionale era costituita da un cortile, delimitato sul lato orientale da via dei Maceri e sui lati sud ed ovest dal parco pubblico, dai quali è separato mediante un alto muro di cinta che presenta un'elegante alternanza di pietre e mattoni a vista; mentre il lato nord confina con l'ex convento. Quest'area era stata realizzata sul finire del XIX secolo come cortile per l'ora d'aria dei piccoli detenuti; ma, tra il 2015 ed il '18, vi è stata costruita un'aula magna, che ha parzialmente occupato l'area; durante la costruzione del nuovo ambiente sono stati rinvenuti i resti di edifici più antichi.
L'ex convento ha una pianta rettangolare, con due volumi aggettanti più piccoli all'estremità settentrionale e meridionale. Si sviluppa su tre piani, con gli ambienti interni disposti tutti intorno ad un lungo corridoio. Presenta un apparato decorativo piuttosto sobrio sia internamente che esternamente; solo il prospetto principale, che da sull'odierno largo Bruscaglia, è abbellito da quattro paraste doriche, sostenenti una cornice sul margine superiore della facciata ed arricchite da una trabeazione, con funzione di cornice marcapiano, tra il piano terra ed il primo piano, interrotta al centro, dall'ingresso principale, costituito da una porta centinata, rialzata su due gradini. Al livello del primo piano si aprono due finestre architravate ed incorniciate. Questo prospetto, come tutte le altre facciate esterne, presenta solo mattoni a vista; sulle altre facciate le decorazioni sono molto ridotte e sobrie, con una piccola cornice sotto la gronda del tetto ed intorno alle finestre. Le finestre del primo piano sul lato occidentale poggiano su una cornice marcadavanzale, interrotta in alcuni punti per l'allargamento di alcune aperture, per ricavarne porte-finestre, abbellite da cornici lapidee. Sempre su questo lato, al livello del piano terra, vi è un arco tamponato con cornice in mattoni e piccoli capitelli dorici in pietra. Il breve prospetto sulle mura è dominato da due grandi finestre centinate al piano terra ed al primo piano. Quest'ultimo prospetto forma un lieve aggetto sull'angolo col prospetto occidentale. Il terzo piano è circoscritto solo sulla parte orientale, subito dietro alla mole della chiesa.